# Aztekium hintonii
Aztekium hintonii ist eine Pflanzenart aus der Gattung Aztekium in der Familie der Kakteengewächse (Cactaceae). Das Artepitheton hintonii ehrt den mexikanischen Farmer und Pflanzensammler George Sebastián Hinton (* 1949), der die Art entdeckte.

## Beschreibung
Aztekium hintonii wächst einzeln mit trüb graugrünen, kugelförmigen bis kurz säuligen Körpern, die Durchmesser von bis zu 10 Zentimetern erreichen. Die 10 bis 15 sehr scharfkantigen und deutlich ausgeprägten Rippen besitzen auf ihren Flanken zahlreiche sehr feine, quer verlaufenden Fältchen. Die Rippen sind 6 bis 12 Millimeter hoch und 3 bis 4 Millimeter breit. Sie werden mit zunehmendem Alter noch breiter. Die 2 Dornen sind stark gebogen und werden bis zu 13 Millimeter lang. Die magentafarbenen Blüten erreichen Durchmesser von 1 bis 3 Zentimetern.

## Systematik, Verbreitung und Gefährdung
Aztekium hintonii ist im mexikanischen Bundesstaat Nuevo León verbreitet und wächst auf Gips-Felsen.
Die Erstbeschreibung erfolgte 1992 durch Charles Edward Glass und Walter Alfred Fitz Maurice. Ein nomenklatorisches Synonym ist ×Aztekonia hintonii (Glass & W.A.Fitz Maur.) Mottram (2014).
Aztekium hintonii wird in der Roten Liste gefährdeter Arten der IUCN als „Near Threatened (NT)“, d. h. als potentiell gefährdet, eingestuft.

## Nachweise